# Mohamed Al-Fayed
Mohamed Abdel Moneim Fayed (27. ledna 1929 Alexandrie – 30. srpna 2023 Londýn) byl egyptský podnikatel.
Byl vlastníkem anglického fotbalového týmu Fulham FC, který koupil v létě roku 1997 a dokázal ho dostat do Premier League. Dále vlastnil Hotel Ritz v Paříži více než 30 let. Dříve také vlastnil společnost Harrods, kterou v roce 2010 prodal.
Fayed měl dva bratry a jednu sestru. V letech 1954–1956 byl ženatý se Samirou Khashoggi. Od roku 1985 byl ženatý s bývalou finskou modelkou Heini Wathén. Společně měli čtyři děti. Fayedův nejstarší syn, Dodi, pocházející z jeho prvního manželství, zemřel při autonehodě v Paříži společně s princeznou Dianou a řidičem Henri Paulem dne 31. srpna 1997.
Zemřel 30. srpna 2023 v Londýně ve věku 94 let.

## Obchodní zájmy
Mezi Al-Fayedovy obchodní zájmy patřily:
- Hotel Ritz, Paříž
- Balnagowan Estates
- Fulham FC (1997–2013)
- Hyde Park Residence
- HJW Geospatial

Hlavní Al-Fayedovy nákupy byly:
- Hotel Ritz, Paříž (1979, 10 milionů liber)
- House of Fraser Group, včetně Harrods (1985, 615 milionů liber)
- Fulham FC (1997, 30 milionů liber)